# UFO

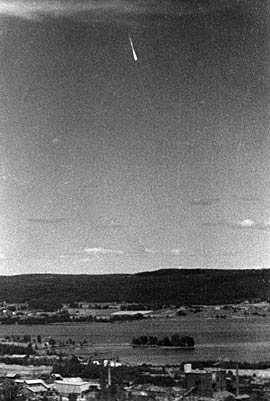
Azonosítatlan repülő tárgy („rakéta”) Guldsmedshyttan (Svédország) felett, 1946. július 9-én. Elképzelhető, hogy a Föld felső légkörébe belépett meteoroid volt

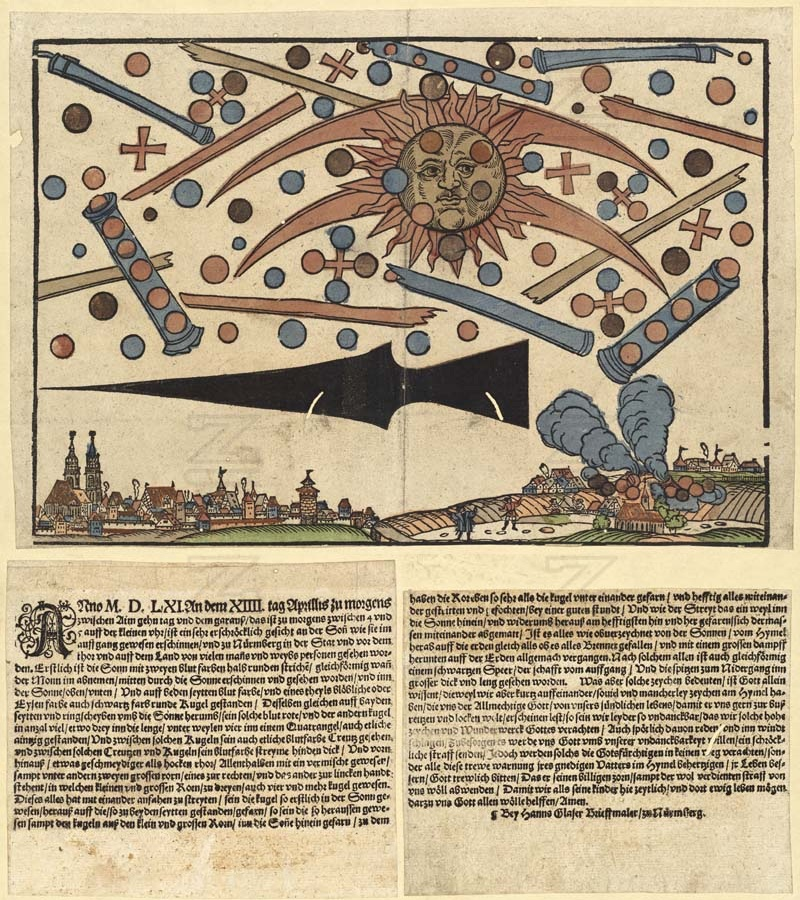
Ufók Nürnberg felett, 1561. április 14-én. Hans Glaser fametszete. Elképzelhető, hogy a metszet napkutyákat ábrázol

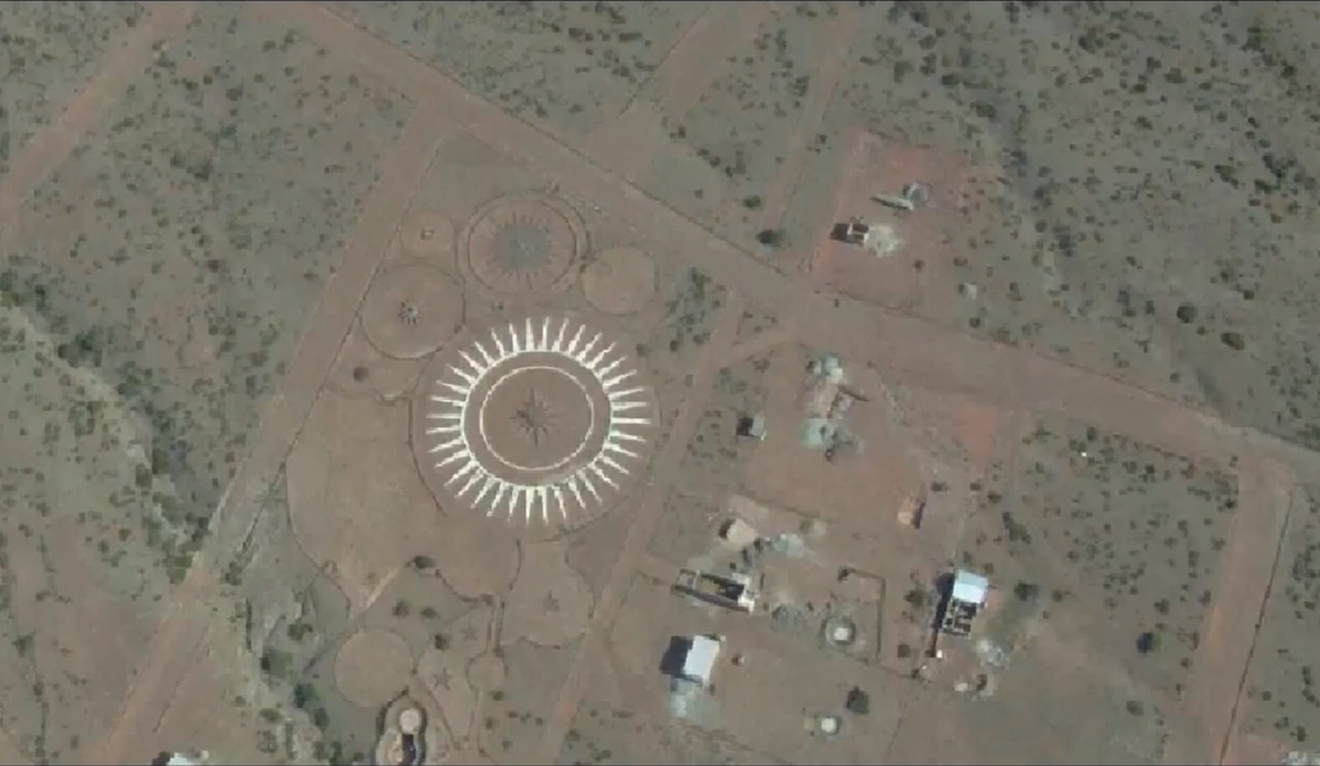
UFO leszállópálya, Cachi, Argentína

Az UFO (angol betűszó: Unidentified Flying Object, magyar jelentése: „azonosítatlan repülő tárgy”, a köznyelvben egyszerűen ufó) olyan repülő objektum, melyet nem azonosítottak. Az ufóészlelések túlnyomó többsége valamilyen csillagászati, meteorológiai, vagy a fizikában optikai jelenségre, esetleg katonai repülőeszközre vezethető vissza, néhány esetben viszont felmerül, hogy az észlelt jelenség oka nem magyarázható, ezeket próbálják tanulmányozni az ufológia területén tevékenykedő önkéntesek. Az ufológia áltudomány, a főáramlati tudomány nem fogadja el.
A kifejezést eredetileg a katonai repülésben alkalmazták, ahol ezt minden olyan tárgyra értették, aminek még nem volt tisztázva az eredete (lehetett ellenséges repülőgép, polgári gép, meteorológiai ballon vagy bármi egyéb). Később a köznyelvben ennek egy szűkebb, eltorzított értelme honosodott meg; szinte kizárólag idegen lényt vagy űrhajót („repülő csészealjat”) értenek alatta. Az ufókutatásnak van egy nagy valószínűség szerint hiedelmi, vagy félreértéseken alapuló ága, amit elsősorban amatőrök végeznek, tudományos ufókutatás azonban egyelőre nincsen, mert ahhoz kísérletileg ellenőrizhető, megismételhető feltételekre volna szükség, amit a jelenségkör magától értetődően nem tud produkálni. Az idegen lények létezését először a tudományos-fantasztikus irodalom (sci-fi) vetette fel, bár a népek mondavilága tele van nem emberi lényekkel (istenek, félistenek, szörnyek, tündérek, manók).
Az Egyesült Államok  hadügyminisztériumának az azonosítatlan anomáliás jelenségekkel (UAP) foglalkozó részlegének 2023 végén lemondott vezetője szerint az amerikai kormányzaton belüli összeesküvés-elmélet-hívők tévhiteket terjesztenek az UFO-król, és ezek miatt több millió dollárnyi közpénzt költenek el.

## Az ufókutatásról általában
Mivel a légkörben valóban előfordulnak a tudomány által még kellően meg nem magyarázott jelenségek (például a gömbvillám), és az egymással szemben álló országok (főleg a Szovjetunió és az USA) légi úton is megpróbálták kikémlelni a másik helyzetét, és emiatt felderítő repülőgépeket küldtek egymás légterébe (a leghíresebb a Szovjetunió felett lelőtt amerikai U–2 kémrepülő esete), amelyeket nem mindig sikerült beazonosítani, ezért maguk a kormányok is felállítottak olyan munkacsoportokat, amelyek az azonosítatlan repülő tárgyakkal kapcsolatos észleléseket elemezték. Ez aztán újabb tápot adott azoknak a civileknek és ufókat kutató szervezeteknek, akik, illetve amelyek földönkívüli lények földi jelenlétéről értekeztek. A legtipikusabb példa erre az ún. roswelli eset (1947), amelynek már hatalmas, többé-kevésbé szakmai irodalma van.
2011-ben eddig titkos dokumentumokat tett fel honlapjára az Amerikai Szövetségi Nyomozóiroda (FBI), köztük az 1947-es új-mexikói ufóészlelés feljegyzéseiről is. Az FBI ugyanakkor elhatárolódik a jelentések valóságtartalmától.
A nemzetközi ufókutatásokat kezdetben főként állami támogatásból, mára főként magánszemélyek adományaiból finanszírozzák. A tény az, hogy az elméletre mindeddig egyetlen konkrét bizonyítékot (tárgyat, vagy akár hiteles fényképfelvételt) sem sikerült találni.
Az 1940-es évektől az 1970-es évekig az USAF (Az Amerikai Egyesült Államok Légiereje) is pénzelt egy kutatást, amelynek vezetője Joseph Allen Hynek professzor volt. Project Sign (1947-1949), Project Grudge (1949-1952), és végül a Project Blue Book (1952-1969). Hynek, miután elhagyta a légierőt, egyetemen tanított és egyesek szerint pálfordulásként, létrehozta a CUFOS (Center for UFO Studies) nevű szervezetet. A professzor kb. 20 éves munkájáról több könyvet is kiadott, amelyekben nem foglal állást egyértelműen egyetlen elmélet mellett sem. „Teljes mértékben lehetségesnek tartom – mondta ő –, hogy létezik olyan technológia, mely úgy fizikai, mint pszichikai, anyagi és szellemi. Vannak a Napnál több millió évvel idősebb csillagok. Mi a Kitty Hawktól kb. 70 év alatt eljutottunk a Holdra, de lehetséges, hogy egy egymillió éves civilizáció tudhat olyan dolgokat, amelyeket mi nem. … Feltételezem, hogy létezik egy olyan technológia, amely képes uralni úgy az anyagot, mint a szellemet. A szellemi világ, amely a mai napig annyira titokzatos számunkra, lehet, hogy csak egy szokványos része egy fejlett technológiának.”
A polgári fenntartású MUFON (Mutual UFO Network, kb. „Kölcsönös Ufóhálózat”) adatbázisába bárki bejelenthet ufóészlelést. Indulása óta az adatbázis megtelítődött bejelentésekkel. A kereső által megjeleníthető maximumot (50 találat) például egy 2014. június 4. és június 6. közötti keresés is eléri (még akkor is, ha csak az Egyesült Államokból bejelentett esetekre korlátozzuk a keresést).

## Ufóészlelések típusai
A J. Allen Hynek által kidolgozott típusbesorolás szerint:
- Első típusú találkozásnak minősül, amikor valaki egy jól kivehető, tőle kevesebb mint 150 méterre lévő ismeretlen repülő tárgyat észlel.
- Második típusú találkozásnak azt hívjuk, amikor a körülményekből ufóaktivitásra lehet következtetni. Ilyen például a rádiók megzavarodása, állatok nyugtalansága, megmagyarázhatatlan égésnyomok a talajban, paralízis.
- Harmadik típusú találkozásról akkor beszélünk, amikor az ember észleli magát az idegen létformát.

Hynek eredeti listáját tovább bővítették az évek folyamán:
- Negyedik típusú találkozás: emberrablások (ufológiában „eltérítés” szakszót használják).
- Ötödik típusú találkozás: kommunikáció az idegenekkel.
- Hatodik típusú találkozás: bármilyen, halálos kimenetelű találkozás.
- Hetedik típusú találkozás: közös utód, ember-idegen hibrid teremtése, szexuális úton vagy mesterséges, tudományos módszerek által.[9]

## Ufófényképezési tanácsok
Az 1960-as években a CIA listát adott közre a lakosság részére, ami az ufók fényképezésére adott hasznos tanácsokat. Ezeket a tanácsokat aktualizálva ismertetjük.
- A fényképezőgépen a tárgytávolságot állítsuk be „végtelen”-re.
- A záridő legyen 1/100.
- Az objektív legyen nagy „f”-számra állítva (például f-64-re).
- A fényképezőgépet tartsuk stabilan, ne kövessük az objektum esetleges mozgását.
- Készítsünk sok felvételt, amennyi csak lehetséges.
- Ha a kamerán van ilyen beállítás, készítsünk sorozatfelvételeket.
- Egy-egy képen jó, ha látszik a talaj, vagy az objektumhoz közeli egyéb tárgy.
- Ha az objektum közel van (kb. 50 méterre), mozogjunk oldalirányba 10-15 métert és onnan is készítsünk felvételeket az objektumról.
- Ha az objektum jóval távolabb van (több száz méterre), nem érdemes oldalra mozogni, mert ez nem növeli meg a rálátást. (Ha azonban rendelkezésünkre áll valamilyen jármű, valamivel közelebb mehetünk további képek készítése céljából.)
- Ha befejeztük az objektum fényképezését, forduljunk lassan körbe és fényképezzük le a környezetünket is. Készítsünk képeket átlapolással (az egyik kép széle a másik kép szélén is legyen látható).
- Az elkészült képek dokumentumértékűek lehetnek, ezért mentsük le őket akár több példányban a rendelkezésünkre álló háttértárakra, vagy töltsük fel a fájlokat a személyes „felhőnkbe”.
- A képfájlokon ne módosítsunk semmit, és ne töröljünk képeket, mert mindegyik hordozhat hasznos információt, ha másról nem, a fényképezőgép tulajdonságairól.

## Nevezetes ufóészlelések

### Ufók a régmúltban

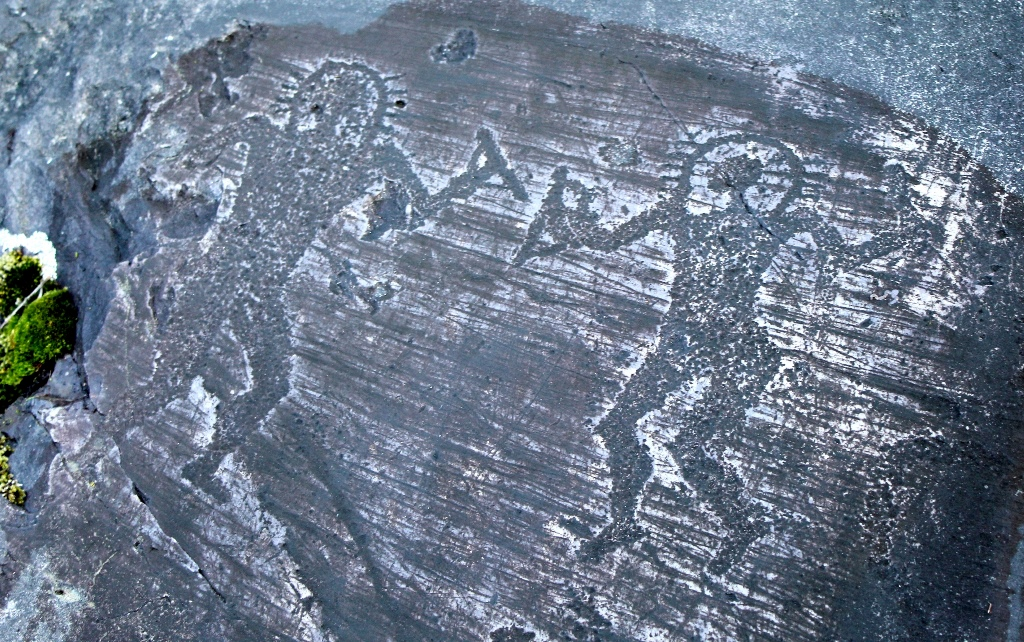
Barlangfestmény az olaszországi Val Camonica helységben (kb. i. e.), amely egyesek szerint az ókorban a Földön járt földönkívüli űrhajósokat ábrázol

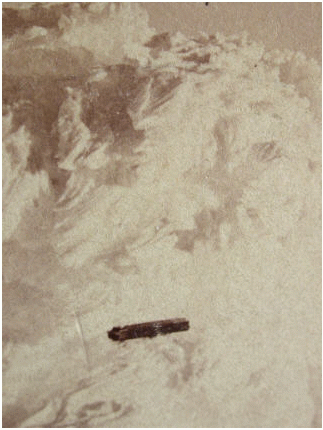
Valószínűleg az első ufót ábrázoló fénykép 1871-ből, a Mount Washington feletti felhőkkel és egy hosszúkás objektummal

Az ún. paleoasztronautika képviselői szerint földönkívüli lények már nagyon rég látogatják a bolygónkat, és a szent iratokban (Biblia, Védák, Rámájana, Mahábhárata, a maják szent könyve, a Popol Vuh, Korán stb.) az isten(ek) földreszállásáról szóló történetek valójában ufólátogatásokat írnak le. Az elmélet legismertebb terjesztői az amerikai Zecharia Sitchin és a svájci Erich von Däniken. Az utóbbi 26 könyvet írt a témáról (amelyeket 32 nyelvre fordítottak le eddig), és számos tv-műsorban és filmben szerepelt. 2002-ben kiadott könyvének a címe magáért beszél: „Az istenek űrhajósok voltak”.
Időszámításunk szerint 98-ban egy római katona feljegyezte, hogy az égen egy lángoló pajzsot látott elrepülni. Ez a feljegyzés hasonlít leginkább a mai jelentésekre, amelyek többnyire korong (esetleg pajzs) alakúnak írják le az észlelt repülő objektumokat.
A nyugat-afrikai dogon törzs eredetmondája szerint őseiknek a Szíriusz csillagról érkezett hüllőszerű lények, a nommók adták át a bölcsességet. A dogonok mondáiban az az egyik érdekesség, hogy olyan információkat jelenítenek meg művészetükben, mutatnak be ősi hagyományaikban a Szíriuszról (és annak kísérőjéről), amit a tudósok csak jóval később fedeztek fel.
Vannak viszont olyan pontok, ahol a dogon művészet és a csillagászati tények nincsenek összhangban. Azok a homokrajzok, amelyeket a Szíriusz megünneplésekor tartandó rituálén rajzolnak, gyakran megjelenítenek egy harmadik napot, bár gravitációs számítások ezt a lehetőséget kizárják. A körpályákat továbbá tojás alakúnak ábrázolják, ami nem tényszerű. A csillagokat is előszeretettel teszik a röppályájukon kívülre, és oda nem illő ábrázolásokat is beleillesztenek a tojás alakú homokrajzba. Az sem elképzelhetetlen, hogy a XX. századi utazók adták át a dogonoknak ezt a tudást, amikor a Szíriuszt már ismerték.

### Ufók a középkortól a II. világháborúig
Az 1917. október 13-án történt hatodik fátimai jelenést, a napcsodát, egyes szerzők ufójelenségnek tartják, és ebből a szemszögből próbálják megmagyarázni.
A két világháború között a közvélemény még tényként kezelte, hogy a Naprendszerben a Földön kívül más bolygók is lakottak lehetnek (elsősorban a Mars), ám a csillagászat, később az űrkutatás fejlődése hamarosan rácáfolt ezekre a feltevésekre. Érdekes momentum az 1930-as években H. G. Wells  Világok harca c. sci-fi regényének rádiójátéka, amelynek során emberek ezrei hitték el a kitalált, de valóságszerűen tálalt történetet, és menekültek el otthonaikból az USA-ban.
Az ufók iránti érdeklődésnek a második világháború során és után végrehajtott katonai és később űrtechnikai kísérletek adtak lendületet, sokan ugyanis a fegyverkezési versenyben részt vevő országok kutatói által végzett kísérleteket ufók megnyilvánulásainak vélték.

### Ufók a II. világháborúban
Az ufójelentések a második világháború során élték fénykorukat, ugyanis a legtöbb jelentés ebben az időszakban kezdett el jelentkezni. A legtöbb azonosítatlan repülő tárgyat a Harmadik Birodalom felett látták elsuhanni, amit a szövetségesek egy népszerű rajzfilmfigura után foo fighter-nek neveztek. Senki nem tudta, hogy mik ezek a gépek. A németek és a szövetségesek is arra gyanakodtak, hogy az ellenfél keze áll a dologban.
A második világháborúban több olyan projekt működött, amiben korong alakú repülő tárgyakat készítettek. A nevezetes ötletek közül a Horten fivérek félhold alakú repülőgépei és Viktor Schauberger korong alakú repülőgépei túlszárnyalták mai képzeletünket.
A legjelentősebb projektek közül a Die Glocke (avagy Harang) program említhető meg. Állítólag a németek létrehoztak egy olyan szerkezetet, amely képes volt függőleges le- és felszállásra. Ezt valószínűleg Lengyelországban fejlesztették ki és az ott ma is megtalálható, máig ismeretlen rendeltetésű Henge nevezetű kőkör építményben tesztelhették. A fejlesztéseket Hans Kammler mérnök vezette.
Ezután épült meg az a bizonyos repülő csészealj, amit Haunebu-nak neveztek. Összesen három készült el belőle.

### Ufók a II. világháború után
A II. világháborút követően az ufótörténetek megszaporodtak. Ez annak is köszönhető, hogy mind a repülés, mind az észlelőrendszerek rohamos fejlődésnek indultak, és a légi közlekedés is egyre elterjedtebb lett. Az is közre játszhatott, hogy a kialakult hidegháború során a felek mindenre kiterjedő dezinformációs kampányba kezdtek, így egy-egy elfogott ufóról szóló történet rémületet kelthetett a másik oldalban.

#### A 19-es repülőraj
Egy navigációs és bombázási gyakorlat közben, az Atlanti-óceán fölött 1945. december 5-én eltűnt az amerikai légierő 19. repülőraja. A pilóták Fort Lauderdale-ben szálltak fel, és a terv szerinti feladatot elvégezték. A küldetésükről visszatérve komplikációk adódtak: a rádiókapcsolat akadozott, a vadászgépek távirányítói elromlottak, a pilóták nem tudtak navigálni. Az előírásoknak megfelelően mindent rögzítettek a művelet alatt. Megerősödött az a gyanú, hogy a pilóták eltévedtek, az üzemanyag kifogyása miatt vélhetően kényszerleszállást próbáltak végrehajtani. Bár Charles Carroll Taylor, a 19-es repülőraj vezetője tapasztalt pilóta volt, ez volt az első bevetése Ford Lauderdale-ből, így elképzelhető, hogy nem ismerte ki magát ebben a környezetben. Osztagának többi pilótája újonc volt.
Ez az incidens óta tulajdonítanak ma a Bermuda-háromszögnek valamilyen misztikus erőt, bár az objektív vizsgálatok kimutatták, hogy arányaiban itt nem történik több visszásság, mint a világ bármely pontján.

#### A roswelli eset
A Roswell közelében történt incidens az ufófolklór egyik legismertebb története. Az eset akkoriban nagy nyilvánosságot kapott, bár a nyolcvanas évekig feledésbe merült még az ufóhívők közt is. A baleset tanúvallomásai és az azzal kapcsolatban megjelent irodalom alakította ki a „szürkék”-nek nevezett, repülő csészealjakon közlekedő idegen lények mítoszát.
1947. július elején az Új-Mexikó állambeli Roswell közelében baleset történt. A helyszínre kisiető „Mac” Brazel nevű farmer furcsa, fénylő, általa ismeretlen roncsokat talált. Mivel már korábban is hallott történeteket repülő csészealjakról, a roncsokat Bazel lezuhant repülő csészealjként jelentette a helyi seriffnek. A Roswelli Légibázison (Roswell Army Airfield – RAAF) egy Jesse Marcel nevű őrnagy tudtára jutott az eset. Július 8-án a Roswelli Légibázis megerősítette, hogy a lezuhant tárgy egy repülő csészealj, bár a hivatalos álláspontot még aznap helyesbítették: a talált roncsok egy meteorológiai léggömb maradványai. Összehívtak egy sajtótájékoztatót, ahol  bemutatták a megsemmisült léggömb maradványait.
Az eset szinte teljesen feledésbe merült, amíg 1980-ban a National Enquirer nem közölt egy interjút Jesse Marcellel (a kérdező Stanton T. Friedman ufókutató volt). Marcel nem a hivatalos álláspontot védte, hanem arról beszélt, hogy Roswellnél tényleg egy idegen űrhajó maradványait látta, és a hivatalos álláspontot fedőtörténetnek tartotta. Az amerikai kormányt hazugsággal vádolta, és elmondta, a sajtótájékoztatón bemutatott léggömbmaradványok nem az ő földjéről származtak, az idegen űrhajó roncsait az előtt elszállították. Az interjú után Roswell ismét beszédtéma lett az egész világon.
Az interjút követően újabb szemtanúk jelentek meg, hogy megerősítsék Marcel elméletét. Az új tanúvallomások alapján 1980-ban könyvet adtak ki The Roswell Incident címen. A könyv bírálói szerint új bizonyítékot senki nem tudott felmutatni, a könyv spekulációkkal van tele. 1989-ben a Roswell iránti érdeklődés új lendületet kapott, amikor az Unsolved Mysteries (Megoldatlan rejtélyek) c. sorozat a könyv alapján bemutatta a roswelli baleset elképzelt lefolyását.
A sorozat leadása után egy Glenn Dennis nevű, a Roswelli Légibázissal üzleti kapcsolatban lévő temetkezési vállalkozó színrelépett, és elmesélte a saját történetét. Azt állította, hogy a baleset napján szokatlanul sok gyermekkoporsót kellett volna szállítania a légibázisra, de a kérést nem tudta teljesíteni, mivel nem volt annyi raktáron. Dennis szerint furcsa, hogy egy katonai légibázis nagy mennyiségű gyermekkoporsót rendel. Szerinte ez bizonyíték, hogy kis méretű, idegen űrlények holttesteit akarta a kormány eltüntetni. Története még több mellékszállal járult hozzá az incidens körüli találgatásokhoz: beszélt fenyegetőző, vörös hajú tábornokról; kórházba saját lábán belépő, nagy fejű alacsony lényről; és egy megmagyarázhatatlan körülmények közt eltűnő ápolónőről. Bár bizonyítható, hogy a Roswelli Légibázis történetében ezek a körülmények jelen voltak, az ufóincidenshez valójában semmi közük nincs. A vörös hajú ezredes 1956-ban vette fel a szolgálatot a légibázison, Lee Ferrellnek hívták. A nagy fejű, kórházba saját lábán belépő „lény”  vélhetően az 1959-ben súlyos fejsérülést szenvedő Dan Fulgham kapitány volt, akinek a sérülés miatt felduzzadt a feje. Szó esett egy Lee Ferrellt kísérő fekete bőrű őrmesterről is, de az ufóincidenshez neki semmi köze nem lehet, mivel a faji integráció 1949-ben kezdődött csak el.
1994-ben újabb fordulat következett be: az amerikai kormány beismerte, hogy az 1947-es hivatalos álláspont hazugság. Nem meteorológiai léggömb zuhant le, és testek is voltak. A roncsok egy ún. Mogul-projekt keretein belül tesztelt high-tech katonai felderítő ballonéi. Ennek a katonai léggömbnek az a feladata, hogy a sztratoszférában végbemenő légköri folyamatokat figyelje, és szovjet nukleáris aktivitásra utaló jeleket keressen. Az idegennek vélt holttestek pedig egy másik projektben használt kísérleti bábuk voltak. Az eredeti álláspont azért nem tükrözte a valóságot, mert a Mogul-projekt akkoriban szigorúan titkos volt.
Ifj. Jesse Marcel, a Mac Brazel által felkeresett id. Jesse Marcel őrnagy fia volt a baleset utolsó élő szemtanúja, 2013. augusztus 28-án halt meg.
A balesetnek köszönhetően Roswell az ufóhívők turistaparadicsoma lett. A roswelli eset után az érdeklődők ellátogathatnak a Roswelli Ufómúzeumba vagy részt vehetnek az évente megrendezett ufófesztiválon.

#### Travis Walton
1975. november 5-én történt az az eset, ami a mai napig sok spekuláció és vita tárgya. Egy hat főből álló favágócsapat furgonjukkal hazafelé menet egy erős fényre lett figyelmes. A csapat egyik tagja, Travis Walton kiszállt az autóból és megközelítette a fényt. Állítólag ekkor egy villám csapódott ki a tárgyból, ami méterekkel odébb repítette Waltont. Társai ekkor bepánikoltak és elhajtottak. Mike Rogers (Walton barátja és a csapat főnöke) leírása szerint nem sokkal később az űrhajó felemelkedett, majd eltűnt. Később visszatértek az incidens helyszínére, de Waltont már nem találták meg. Másnap reggel a hatóságokkal karöltve átfogó keresést indítottak, mindhiába. Az ügy ekkor már bejárta az országos médiát. Mivel a hatóságok hitetlenül fogadták az idegen űrhajóról szóló beszámolókat, hazugságvizsgálat alá vetették a Rogers-csapat tagjait. Az eredmények pozitívak lettek, tehát Rogers-ék vallomásai autentikusak. Az eset kapcsán 12 másik tesztet rendeltek el. Az eredményekről a mai napig vitáznak.
Travis Walton öt nap elteltével került elő, zavarodottan és önkívületi állapotban. Állításai szerint az idegenek elrabolták és kísérleteket hajtottak végre rajta. A lényeket nem az archetipikus „szürkék”-ként írja le, Walton elrablóinak nagy szemük és pupillájuk volt.
Phillip J. Klass azon az állásponton van, hogy a történet egy jól kidolgozott átverés. Véleményét egyrészt a tanúvallomások közti ellentmondásokra építi, de rámutat arra is, hogy a vizsgálat során az érintettek reakciói érthetetlenek voltak, Walton anyját például napokig nem is értesítették, és több családfő is gyanúsan gyorsan hajlandó volt feladni a kutatást.
Az esetről Walton könyvet írt, The Walton Experience címmel. 1993-ban Égi tűz (Fire in the Sky) címen meg is filmesítették.

#### A szverdlovszki törpe
A szverdlovszki törpe esete az 1990-es évek végén látott napvilágot, amely újabb hatalmas szenzációt jelentett ufó témakörben. Olyannyira, hogy állítólagos felvételek is előkerültek róla, amelyek még a szkeptikusokban is némi meglepettséget váltott ki. A színes kópiákon látható, amint szovjet katonák Jekatyerinburg (akkori nevén Szverdlovszk) közelében, egy erdei tisztásra vonulnak ki és az erdő szélén egy földbe fúródott kör alakú objektumot fedeznek fel, melyeknek szétszóródott darabjait szedik aztán össze. Egy másik kópián pedig ennek az objektumnak az utasát, pontosabban annak maradványait boncolja fel néhány orvos. A testből mindössze egy emberi mellkashoz, illetve jobbkarhoz hasonlatos szövet maradt meg, a többi testrész elpusztult a szerencsétlenül járt objektumban. Egyes szakértők véleménye szerint, ha hamisítvány is a szverdlovszki törpéről készült film, abban az esetben tökéletes hamisítványról van szó, amelyet aprólékosan kellett kivitelezni.

#### Filmfelvétel élő földönkívüliről
2011-ben került elő egy néhány másodperces filmszalag, amelyen állítólag egy kis termetű földönkívüli lény látható. A film felkerült több videomegosztóra is és úgy számoltak be róla, hogy a Roswellben 1947-ben lezuhant UFO egyik túlélője. A filmmel kapcsolatban is rengeteg különböző spekulatív állítás fogalmazódott meg, amelynek hitelessége kérdéses. A felvételt szemlélve eredeti, 1940-es vagy 50-es évekbelinek tűnik, a képkockákon látható lény nagy fejjel és hatalmas szemekkel rendelkezik, szája kicsi, ujjai hosszúak, teste vékony, sötét színű, testhez simuló ruhát visel. Nem egy ízben lassan mozgatja a végtagjait, elfordítja a fejét és a szemhéjai is megmozdulnak. A felvétel hitelességét azóta sem sikerült bizonyítani.

### Ufóészlelések napjainkban
Megjegyzés: a világon évente több ezer észlelés történik, s a legtöbbről nem készül dokumentum. Az esetek jelentős részére sikerül logikus magyarázatot találni (pl. madárraj, meteor, drón, légköri vagy egyéb természeti jelenség), de néhány esetben nem sikerül megmagyarázni az észlelést. A különböző videómegosztókon gyakran tölthetők le ismeretlen repülő objektumokról készült amatőr felvételek.
- Richard Hall ufológus szerint a 2001. szeptember 11-ei terrortámadásokat nem személyszállító repülőgépekkel, hanem antigravitációs repülő csészealjakkal vitték véghez. Hall szerint a médiában bemutatott képsorokat manipulálták, amit egy manipulálatlan VHS felvétellel bizonyítani is tud. Állítása szerint a videofelvételből tisztán lehet látni, hogy egy fényes repülő csészealj szállt bele az ikertoronyba.[33][34]
- 2006. november 7-én a chicagói O’Hare nemzetközi repülőtér felett észleltek korong vagy csészealj alakú repülő tárgyakat.[35]
- 2014. április 3-án ausztrál tévések forgatás közben filmeztek ufókat az új-zélandi Queenstown városa területén. A repülő objektumokat a technikusok vágás közben vették észre és elmondásuk szerint nem lehetnek madarak, mert ekkora távolságot ilyen rövid időn belül nem képesek megtenni. Az objektumok sebességét 4000 km/h-ra becsülték.[36] A felvételt május 11-én publikálták egy videómegosztó portálon,[37] ahol már közel 100 000 megtekintésnek örvend.

## Az ufókutatás története Magyarországon
A Magyar Televízióban a 80-as évek végén, a 90-es évek elején nagy népszerűségnek örvendett a Déri János vezetésével, az ufókkal, megmagyarázhatatlan jelenségekkel, sci-fi-vel foglalkozó Nulladik Típusú Találkozások című műsor, ami népszerűvé tette a témát. Számos amatőr kutatóközpont, egyesület és klub jött létre, amik találkozókat, szimpóziumokat tartottak, és ekkoriban több ufómagazin is alakult.

## Ufóészlelések Magyarországon
Az 1950-es évektől kezdve hazánkban is egyre több ufóbejelentés történt. 2009 októberében nagy sajtóvisszhangot váltottak ki a pécsi légtérben észlelt azonosítatlan repülő tárgyak. A Magyar Repülőszövetség alelnöke és több szemtanú gömb alakú, hat vagy hét darab narancssárga, azonosítatlan légi járművet látott október 10-én, szombaton 21 óra körül Pécs légtere fölött. A járművek a repülési szakember szerint gyorsan haladtak, mintegy négy perc alatt tűntek el a horizonton, és egyenletes sebességgel haladtak a felhőplafon alatt, maximum 1000-1500 méteres magasságban.
Később több szemtanú beszámolt a jelenségről, mely nagy érdeklődést keltett a magyar sajtóban. A Blikk, a Bors, a Story sztármagazin, a 168 Óra és az MTI is írt róla, de foglalkozott az üggyel a Fókusz, a Reggeli című tévéműsor és hírt adott róla a MTV Híradó is.
- 168 óra Archiválva 2009. október 14-i dátummal a Wayback Machine-ben
- borsonline.hu Archiválva 2009. október 16-i dátummal a Wayback Machine-ben